# Los salvajes (película)
Los salvajes es una película de drama y aventura criminal argentina de 2012 dirigida y escrita por Alejandro Fadel. Narra el viaje de cinco adolescentes que se fugan de un centro carcelario de menores para continuar con sus vidas en el exterior sin que los atrapen. Está protagonizada por Leonel Arancibia, Roberto Cowal, Sofía Brito, Martín Cotari y César Roldán. La película se estrenó mundialmente el 14 de abril de 2012 durante el Buenos Aires Festival Internacional de Cine Independiente, mientras que su estreno comercial en las salas de cines de Argentina fue el 4 de octubre de 2012.

## Sinopsis
Cuenta la historia de cinco adolescentes que escapan de un instituto de menores ubicado en el interior de la Argentina. Una vez ejecutado el plan, deben caminar cientos de kilómetros a través del monte durante seis días para ser finalmente libres. Durante ese tiempo, los jóvenes aprovechan para relatar su historia personal y sus planes a futuros, generándose algunas discusiones, como así también deberán a aprender a convivir en el medio de la naturaleza.

## Elenco
- Leonel Arancibia como Gaucho
- Roberto Cowal como Demian
- Sofía Brito como Grace
- Martín Cotari como Monzón
- César Roldan como el Niño Simón
- Ricardo Soulé como Wabi

## Recepción

### Comentarios de la crítica
La película cosechó excelentes críticas por parte de los expertos. Fernando López de La Nación expresó que «Los salvajes se revela por su potencia expresiva y poética» y que su director es «toda una revelación». Carlos Marín de Cinencuentro elogió la cinta asegurando que «se trata de una excelente película, una historia potente con personajes sólidos y entrañables, dirigida con buen pulso y no menos emoción por este joven director mendocino [Fadel]».
En una reseña para A sala llena, Emiliano Román escribió «es muy extraño lo que sucede con el primer trabajo de Alejandro Fadel, por un lado la obra cinematográficamente es de una belleza destacable para el cine argentino, pero por el otro la narración es tan larga, lenta y estancada que la vuelve bastante tediosa». Diego Batlle de Otros cines valoró la historia de la película describiéndola como «una narración cruda, bella y poderosa»; y la catalogó como «un largometraje notable» que «es grande en ambiciones y también en su dimensión artística».

### Premios y nominaciones
| Lista de premios y nominaciones | Lista de premios y nominaciones                           | Lista de premios y nominaciones | Lista de premios y nominaciones | Lista de premios y nominaciones | Lista de premios y nominaciones |
| Año                             | Organización                                              | Categoría                       | Nominado/a(s)                   | Resultado                       | Ref(s)                          |
| ------------------------------- | --------------------------------------------------------- | ------------------------------- | ------------------------------- | ------------------------------- | ------------------------------- |
| 2012                            | Buenos Aires Festival Internacional de Cine Independiente | Mejor director de fotografía    | Julián Apezteguia               | Ganador                         | [ 10 ]                          |
| 2012                            | Festival de Cannes                                        | Cámara de Oro                   | Los salvajes                    | Participación                   | [ 11 ] [ 12 ]                   |
| 2012                            | Festival de Cannes                                        | Premio ACID / CCAS              | Los salvajes                    | Ganador                         | [ 11 ] [ 12 ]                   |
| 2012                            | Santiago Festival Internacional de Cine                   | Mejor película                  | Los salvajes                    | Ganador                         | [ 13 ]                          |
| 2012                            | Festival de Cine de Varsovia                              | Mención especial                | Los salvajes                    | Ganador                         | [ 14 ]                          |
| 2013                            | Festival Internacional de Cine de Friburgo                | Premio especial del jurado      | Los salvajes                    | Ganador                         | [ 15 ]                          |
| 2013                            | Premios Sur                                               | Mejor ópera prima               | Los salvajes                    | Nominado                        | [ 16 ]                          |
| 2013                            | Premios Cóndor de Plata                                   | Mejor ópera prima               | Los salvajes                    | Nominado                        | [ 17 ]                          |
| 2013                            | Premios Cóndor de Plata                                   | Revelación femenina             | Sofía Brito                     | Nominada                        | [ 17 ]                          |
| 2013                            | Premios Cóndor de Plata                                   | Mejor guion original            | Alejandro Fadel                 | Nominado                        | [ 17 ]                          |
| 2013                            | Premios Cóndor de Plata                                   | Mejor fotografía                | Julián Apezteguia               | Nominado                        | [ 17 ]                          |